# Brownsville (Washington)
Brownsville az Amerikai Egyesült Államok északnyugati részén, Washington állam Kitsap megyéjében elhelyezkedő önkormányzat nélküli település.
A település temetőjére egy 2009-es illegális fakivágás miatt figyeltek fel.

## Fordítás
Ez a szócikk részben vagy egészben  a   Brownsville, Washington című angol Wikipédia-szócikk ezen változatának fordításán alapul.  Az eredeti cikk szerkesztőit annak laptörténete sorolja fel. Ez a jelzés csupán a megfogalmazás eredetét és a szerzői jogokat jelzi, nem szolgál a cikkben szereplő információk forrásmegjelöléseként.